# Renato Berta
Renato Berta (Bellinzona, 2 marzo 1945) è un direttore della fotografia svizzero attivo a livello europeo, in particolare nel cinema francese.

## Biografia
Dopo aver frequentato il Centro Sperimentale di Cinematografia di Roma, esordisce come direttore della fotografia alla fine degli anni sessanta, avendo subito l'occasione di partecipare ad una delle opere più importanti della Nouvelle Vague svizzera, Charles mort ou vif (1969), film vincitore del Pardo d'Oro al Festival di Locarno, diretto da Alain Tanner, per il quale nel corso degli anni settanta cura la fotografia di altri cinque lungometraggi, tra cui Jonas che avrà vent'anni nel 2000 (1976) dal «ricchissimo impasto cromatico». Negli stessi anni collabora con gli altri maggiori esponenti della cinematografia elvetica, tra cui Claude Goretta e in particolare Daniel Schmid, del quale segue fedelmente la carriera a partire dall'esordio Questa notte o mai del 1972. Un'altra collaborazione duratura, avviata all'inizio degli anni settanta e proseguita nei decenni successivi, è quella con la coppia di cineasti francesi Danièle Huillet e Jean-Marie Straub. Partecipa inoltre ad esperienze collettive come il Filmkollekt di Zurigo e il Film Video Collectif di Losanna. Insieme a William Lubtchansky cura le immagini di Si salvi chi può (la vita) (1980) di Jean-Luc Godard.
A partire dagli anni ottanta, Berta viene richiesto regolarmente da produttori e registi francesi, fino a trasferirsi a Parigi ed entrare stabilmente nell'industria cinematografica francese, tornando solo occasionalmente a lavorare in patria, soprattutto con il sopracitato Schmid. Lavora con autori quali Patrice Chéreau (L'homme blessé, 1983), Éric Rohmer (Le notti della luna piena, 1984), Jacques Rivette (Hurlevent, 1985) e André Téchiné (Rendez-vous, 1985). Per il primo dei due film realizzati con Louis Malle, Arrivederci ragazzi (1987), conquista il Premio César per la migliore fotografia. Il dittico di origine teatrale Smoking/No Smoking (1993), un lavoro magistrale che gli vale una nuova candidatura al César, segna la prima collaborazione con Alain Resnais, cui seguono Parole, parole, parole... (1997) e Mai sulla bocca (2003).
Ormai definitivamente affermato come uno dei grandi nomi della fotografia europea, nel corso degli anni novanta costituisce due importanti sodalizi professionali al di fuori del cinema francese, con il portoghese Manoel de Oliveira e con l'israeliano Amos Gitai. Alla fine degli anni duemila lascia un segno anche nel cinema italiano, firmando le immagini del risorgimentale Noi credevamo, che gli valgono il David di Donatello per il miglior direttore della fotografia.
Nel 2009 gli è stato assegnato il Premio Cinema Ticino alla 62ª edizione del Festival di Locarno.

## Riconoscimenti
- Premio César
  - 1986: candidato - Rendez-vous
  - 1988: vincitore - Arrivederci ragazzi
  - 1994: candidato - Smoking/No Smoking

- David di Donatello 2011: miglior direttore della fotografia - Noi credevamo

- Ciak d'oro 2021: Migliore fotografia - Qui rido io e Il buco

## Filmografia
- Vive la mort, regia di Francis Reusser (1969)
- Charles mort ou vif, regia di Alain Tanner (1969)
- Gli occhi non vogliono in ogni tempo chiudersi (Les yeux ne veulent pas en tout temps se fermer, ou Peut-être qu'un jour Rome se permettra de choisir à son tour), regia di Danièle Huillet e Jean-Marie Straub (1970)
- In punto di morte, regia di Mario Garriba (1971)
- La salamandra (La Salamandre), regia di Alain Tanner (1971)
- Questa notte o mai (Heute nacht oder nie), regia di Daniel Schmid (1972)
- Lezioni di storia (Geschichtsunterricht), regia di Danièle Huillet e Jean-Marie Straub (1972)
- Les vilaines manières, regia di Simon Edelstein (1973)
- Der Tod des Flohzirkusdirektors, regia di Thomas Koerfer (1973)
- Einleitung zu Arnold Schoenbergs Begleitmusik zu einer Lichtspielscene, regia di Jean-Marie Straub - cortometraggio (1973)
- Le Retour d'Afrique, regia di Alain Tanner (1973)
- Sexologos, regia di Danièle Dezard e Michel Meignat (1973)
- Schattenreiter, regia di George Moorse (1974) (TV)
- La Paloma, regia di Daniel Schmid (1974)
- Il centro del mondo (Le Milieu du monde), regia di Alain Tanner (1974)
- Mosè e Aronne (Moses und Aron), regia di Danièle Huillet e Jean-Marie Straub (1975)
- Il difetto di essere moglie (Pas si méchant que ça), regia di Claude Goretta (1975)
- L'ombra degli angeli (Schatten der Engel), regia di Daniel Schmid (1975)
- Der Gehülfe, regia di Thomas Koerfer (1976)
- Jonas che avrà vent'anni nel 2000 (Jonas qui aura 25 ans en l'an 2000), regia di Alain Tanner (1976)
- Sartre par lui-même, regia di Alexandre Astruc, Michel Contat e Guy Séligmann (1976)
- Le grand soir, regia di Francis Reusser (1976)
- Les indiens sont encore loin, regia di Patricia Moraz (1977)
- A. Constant, regia di Christine Laurent (1977)
- Repérages, regia di Michel Soutter (1977)
- Fortini/Cani, regia di Danièle Huillet e Jean-Marie Straub (1977)
- San Gottardo, regia di Villi Hermann (1978)
- La voix de son maître, regia di Gérard Mordillat e Nicolas Philibert (1978)
- Violanta, regia di Daniel Schmid (1978)
- Alzire oder der neue Kontinent, regia di Thomas Koerfer (1978)
- Messidoro (Messidor), regia di Alain Tanner (1979)
- Si salvi chi può (la vita) (Sauve qui peut (la vie)), regia di Jean-Luc Godard (1980)
- Retour à Marseille, regia di René Allio (1980)
- Notre Dame de la Croisette, regia di Daniel Schmid (1981)
- Seuls, regia di Francis Reusser (1981)
- Das Haus im Park, regia di Aribert Weis (1981) (TV)
- Ecate (Hécate), regia di Daniel Schmid (1982)
- Mirage de la vie, regia di Daniel Schmid (1983) (TV)
- L'homme blessé, regia di Patrice Chéreau (1983)
- Le voyage d'Antoine, regia di Christian Richelme - cortometraggio (1984)
- Vive les femmes!, regia di Claude Confortès (1984)
- Le notti della luna piena (Les nuits de la pleine lune), regia di Éric Rohmer (1984)
- Il bacio di Tosca, regia di Daniel Schmid (1984)
- La medusa (L'année des méduses), regia di Christopher Frank (1984)
- Rendez-vous, regia di André Téchiné (1985)
- L'atelier, regia di André Téchiné (1985) (TV)
- Hurlevent, regia di Jacques Rivette (1985)
- L'homme aux yeux d'argent, regia di Pierre Granier-Deferre (1985)
- Una donna per tutti (Rosa la rose, fille publique), regia di Paul Vecchiali (1986)
- Taxi Boy, regia di Alain Page (1986)
- Corps et biens, regia di Benoît Jacquot (1986)
- La morte di Empedocle (Der Tod des Empedokles), regia di Danièle Huillet e Jean-Marie Straub (1987)
- Jenatsch, regia di Daniel Schmid (1987)
- Arrivederci ragazzi (Au revoir les enfants), regia di Louis Malle (1987)
- Les Innocents, regia di André Téchiné (1987)
- Ada dans la jungle, regia di Gérard Zingg (1988)
- Twister, regia di Michael Almereyda (1989)
- Chimère, regia di Claire Devers (1989)
- Milou a maggio (Milou en mai), regia di Louis Malle (1990)
- Uranus, regia di Claude Berri (1990)
- Rien que des mensonges, regia di Paule Muret (1991)
- Zwischensaison, regia di Daniel Schmid (1992)
- L'instinct de l'ange, regia di Richard Dembo (1993)
- Smoking/No Smoking, regia di Alain Resnais (1993)
- Le géographe manuel, regia di Michel Stumpf (1994)
- La mort de Molière, regia di Robert Wilson - cortometraggio (1994)
- La prossima volta il fuoco, regia di Fabio Carpi (1994)
- Adultère, mode d'emploi, regia di Christine Pascal (1995)
- L'inventario (Zihron Devarim), regia di Amos Gitai (1995)
- Das geschriebene Gesicht, regia di Daniel Schmid (1995)
- Chimère, regia di Bartabas (1996) (TV)
- Party, regia di Manoel de Oliveira (1996)
- Viaggio all'inizio del mondo (Viagem ao principio do mundo), regia di Manoel de Oliveira (1997)
- Parole, parole, parole... (On connaît la chanson), regia di Alain Resnais (1997)
- Inquietudine (Inquietude), regia di Manoel de Oliveira (1998)
- Giorno per giorno (Yom Yom), regia di Amos Gitai (1998)
- Vaanaprastham, regia di Shaji N. Karun (1999)
- Kadosh, regia di Amos Gitai (1999)
- Beresina oder Die letzten Tage der Schweiz, regia di Daniel Schmid (1999)
- Addio Lugano bella, regia di Francesca Solari (2000)
- Vive nous!, regia di Camille de Casabianca (2000)
- Kippur, regia di Amos Gitai (2000)
- Grazie per la cioccolata (Merci pour le chocolat), regia di Claude Chabrol (2000)
- Parole e utopia (Palavra e Utopia), regia di Manoel de Oliveira (2000)
- Eden, regia di Amos Gitai (2001)
- Operai, contadini, regia di Danièle Huillet e Jean-Marie Straub (2002)
- Marie-Jo e i suoi due amori (Marie-Jo et ses deux amours), regia di Robert Guédiguian (2002)
- Il principio dell'incertezza (O Princípio da Incerteza), regia di Manoel de Oliveira (2002)
- Lulu, regia di Jean-Henri Roger (2002)
- Il ritorno del figliol prodigo - Umiliati, regia di Danièle Huillet e Jean-Marie Straub (2003)
- Ballo a tre passi, regia di Salvatore Mereu (2003)
- Alila, regia di Amos Gitai (2003)
- Mai sulla bocca (Pas sur la bouche), regia di Alain Resnais (2003)
- Une visite au Louvre, regia di Danièle Huillet e Jean-Marie Straub (2004)
- Mon père est ingénieur, regia di Robert Guédiguian (2004)
- Le passeggiate al Campo di Marte (Le Promeneur du champ de Mars), regia di Robert Guédiguian (2004)
- Roger Diamantis ou La vraie vie, regia di Élise Girard (2005)
- Code 68, regia di Jean-Henri Roger (2005)
- Specchio magico (Espelho Mágico), regia di Manoel de Oliveira (2005)
- Quei loro incontri, regia di Danièle Huillet e Jean-Marie Straub (2006)
- Max & Co, regia di Frédéric Guillaume e Samuel Guillaume (2007)
- Il ginocchio di Artemide (Le Genou d'Artémide), regia di Jean-Marie Straub - cortometraggio (2008)
- Anonymes, regia di Raja Amari (2009)
- Joachim Gatti, variation de lumière, regia di Jean-Marie Straub - cortometraggio (2009)
- O somma luce, regia di Jean-Marie Straub - cortometraggio (2010)
- Noi credevamo, regia di Mario Martone (2010)
- Belleville-Tokyo, regia di Élise Girard (2010)
- Il giovane favoloso , regia di Mario Martone (2014)
- Favola, regia di Sebastiano Mauri (2017)
- Il buco, regia di Michelangelo Frammartino (2021)
- Qui rido io, regia di Mario Martone (2021)
- Gli ultimi giorni dell'umanità, regia di Enrico Ghezzi e Alessandro Gagliardo (2022)
- Le Grand Chariot, regia di Philippe Garrel (2023)